# Megistostigma yunnanense
Megistostigma yunnanense är en törelväxtart som beskrevs av Léon Camille Marius Croizat. Megistostigma yunnanense ingår i släktet Megistostigma och familjen törelväxter. Inga underarter finns listade i Catalogue of Life.